# Hannut
Hannut är en kommun i Belgien.   Den ligger i provinsen Liège och regionen Vallonien, i den centrala delen av landet, 50 km öster om huvudstaden Bryssel. Antalet invånare är 15 295.
Trakten runt Hannut består till största delen av jordbruksmark. Runt Hannut är det ganska tätbefolkat, med 134 invånare per kvadratkilometer.